# Weichs
Weichs er en kommune i Landkreis Dachau, i Regierungsbezirk Oberbayern i den tyske delstat Bayern, med knap 3.200 indbyggere.

## Geografi
Weichs ligger i Region München i Glonndalen nord for München.
Der er følgende landsbyer og bebyggelser: Asbach, Pasenbach, Albertshof, Aufhausen, Biechlhof, Breitenwiesen, Daxberg, Ebersbach, Edenholzhausen, Edenpfaffenhofen, Erlbach, Erlhausen, Fränking, Holzböck, Weichs og Zillhofen.